# Ametastegia glabrata
Ametastegia glabrata är en stekelart som först beskrevs av Fallen.  Ametastegia glabrata ingår i släktet Ametastegia och familjen bladsteklar. Arten är reproducerande i Sverige. Inga underarter finns listade i Catalogue of Life.